# Culion
Culion là một đô thị hạng 4 ở tỉnh Palawan, Philippines. Theo điều tra dân số năm 2006, đô thị này có dân số 18.000 người trong 3.082 hộ.

## Barangay
Culion được chia thành 14 barangay.
- Balala
- Baldat
- Binudac
- Culango
- Galoc
- Jardin
- Libis
- Luac
- Malaking Patag
- Osmeña
- Tiza
- De Carabao
- Burabod
- Halsey